# Natural Elements
Natural Elements è il secondo album in studio del gruppo musicale britannico Acoustic Alchemy, pubblicato nel 1988.

## Tracce
1. Drake's Drum
2. Overnight Sleeper
3. Natural Elements
4. Casino
5. If Only
6. Ballad for Kay
7. Evil the Weasel
8. Late Night with Duke Street

## Formazione
- Nick Webb - chitarra folk
- John Parsons - chitarra folk
- Greg Carmichael - chitarra classica
- Konrad Mathieu - basso
- Rainer Brüninghaus - tastiera
- Bert Smaak - batteria
- Mario Argandoña - percussioni